# Gefecht bei Langenbruck
Custozza – Hühnerwasser – Podol – Nachod – Trautenau – Langensalza – Skalitz – Münchengrätz – Gitschin – Königinhof – Schweinschädel – Königgrätz – Dermbach – Kissingen – Mainfeldzug – Frohnhofen – Aschaffenburg – Lissa – Bezzecca – Blumenau – Hundheim – Tauberbischofsheim – Werbach – Helmstadt – Gerchsheim – Uettingen/Roßbrunn
Das Gefecht bei Langenbruck war eine Schlacht des Deutschen Kriegs im Jahr 1866.
Am 23. Juni 1866 begann die preußische 1. Armee ihren Einmarsch in Böhmen. Ihr gegenüber stand zunächst die österreichische 1. leichte Kavallerie-Division. Zwischen diesen beiderseitigen Truppen waren bisher nur kleine Patrouillengefechte vorgekommen und ein etwas größerer Zusammenstoß fand erst am 24. Juni bei Langenbruck statt. An genanntem Tage waren bei Langenbruck drei Eskadronen Lichtenstein- und das Regiment Radetzky-Husaren unter Oberst Baron Appel aufgestellt worden. Gegen 12 Uhr Mittags begann die preußische 8. Division auf der Reichenberger Chaussee vorzurücken. Die an der Spitze der 8. Division marschierende Eskadron des 6. Ulanen-Regiments attackierte eine nach Münkendorf vorgeschobene Halb-Eskadron der Lichtenstein-Husaren und warf diese nach Langenbruck zurück. Die geworfene Halb-Eskadron wurde durch zwei Eskadronen Lichtenstein-Husaren aufgenommen, die nun wieder ihrerseits die Ulanen-Eskadron angegriffen und dieselbe auf ihre Infanterie zurückwarfen. Die österreichischen Husaren gerieten hierbei in ein heftiges Kleingewehrfeuer der preußischen Infanterie, durch welches sie Verluste erlitten und sich nach Langenbruck zurückziehen mussten.